# Lovebites
Lovebites ist eine 2016 gegründete Power-Metal-Band aus Tokio.

## Geschichte
Gegründet wurde Lovebites im Jahr 2016 in Tokio von der Bassistin Miho, die zuvor in der Band Destrose gespielt hatte. Der Band schloss sich kurz darauf die Schlagzeugerin Haruna an, die ebenfalls Mitglied bei Destrose gewesen war. Hinzu kamen die beiden Gitarristinnen Miyako und Midori sowie die Sängerin Asami.
Im Mai 2017 erschien die erste EP mit vier Stücken. Ende des Jahres folgte beim britischen Label JPU Records das Debütalbum Awakening from Abyss. Das Werk war in Zusammenarbeit mit Mikko Karmila und Mika Jussila, die bereits mit Children of Bodom, Stratovarius, Amorphis und Nightwish gearbeitet hatten, in den Finnvox Studios in Helsinki entstanden. Konzerte hatte die Gruppe bis Ende 2017 jedoch nur wenige gegeben. Im April des Folgejahrs spielte die Band dann auf der Warped Tour, unter anderem mit Korn, Prophets of Rage und Limp Bizkit. Die Teilnahme am Wacken Open Air im August war bereits Anfang des Jahres angekündigt worden.
Am 11. Juni gewann Lovebites in der Kategorie Best New Band der Golden Gods Awards des britischen Metal Hammer. Kurz darauf erschien mit Battle Against Damnation ein Mini-Album. Im August 2021 kündigte die Band eine Schaffenspause an, nachdem Bassistin Miho die Band verlassen hatte. Ende Oktober wurde mit Fami die Nachfolgerin vorgestellt, die bereits ein Soloalbum veröffentlicht hatte und zusätzlich einen YouTube-Kanal mit 650.000 Abonnenten betrieb. Im November 2022 kündigte die Gruppe die Veröffentlichung ihres vierten Albums Judgement Day für den 22. Februar 2023 an.

## Stil
Die Musik von Lovebites ist geprägt vom New Wave of British Heavy Metal. Die Texte werden ausschließlich in englischer Sprache gesungen, lediglich ein Lied aus der EP wurde in der Muttersprache geschrieben. Stilistisch ist sie mit anderen Power-Metal-Bands vergleichbar wie z. B. Angra aus Brasilien. Manche Kritiker sehen auch eine Nähe zu Iron Maiden, da aber der für Steve Harris typische Galopping Style fehlt, ist diese Verbindung eher fragwürdig.

## Diskografie

### Studioalben
| Jahr | Titel Musiklabel                                                          | Höchstplatzierung, Gesamtwochen, AuszeichnungChartsChartplatzierungen (Jahr, Titel, Musiklabel, Platzierungen, Wochen, Auszeichnungen, Anmerkungen) | Anmerkungen                            |
| Jahr | Titel Musiklabel                                                          | JP | Anmerkungen                            |
| ---- | ------------------------------------------------------------------------- | --- | -------------------------------------- |
| 2017 | Awakening from Abyss Victor Entertainment, JPU Records, Sliptrick Records | JP18 (4 Wo.)JP | Erstveröffentlichung: 25. Oktober 2017 |
| 2018 | Clockwork Immortality Victor Entertainment, JPU Records, Arising Empire   | JP21 (6 Wo.)JP | Erstveröffentlichung: 5. Dezember 2018 |
| 2020 | Electric Pentagram Victor Entertainment, JPU Records, Red River           | JP9 (8 Wo.)JP | Erstveröffentlichung: 29. Januar 2020  |
| 2023 | Judgement Day Victor Entertainment, JPU Records                           | JP5 (7 Wo.)JP | Erstveröffentlichung: 22. Februar 2023 |

### Livealben
| Jahr | Titel Musiklabel                                                         | Höchstplatzierung, Gesamtwochen, AuszeichnungChartsChartplatzierungen (Jahr, Titel, Musiklabel, Platzierungen, Wochen, Auszeichnungen, Anmerkungen) | Anmerkungen                              |
| Jahr | Titel Musiklabel                                                         | JP | Anmerkungen                              |
| ---- | ------------------------------------------------------------------------ | --- | ---------------------------------------- |
| 2019 | Daughters of the Dawn – Live in Tokyo Victor Entertainment               | JP53 (1 Wo.)JP | Erstveröffentlichung: 10. Juli 2019      |
| 2020 | Five of a Kind – Live in Tokyo 2020 Victor Entertainment                 | JP27 (2 Wo.)JP | Erstveröffentlichung: 22. Juli 2020      |
| 2021 | Heavy Metal Never Dies – Live in Tokyo 2021 Victor Entertainment, JPU    | JP38 (2 Wo.)JP | Erstveröffentlichung: 21. September 2021 |
| 2023 | Knockin’ at Heaven’s Gate – Live in Tokyo 2023 Victor Entertainment, JPU | JP30 (1 Wo.)JP | Erstveröffentlichung: 23. August 2023    |
| 2023 | Knockin’ at Heaven’s Gate – Part II Victor Entertainment, JPU            | — | Erstveröffentlichung: 20. Dezember 2023  |
| 2024 | Memorial for the Warrior Souls Victor Entertainment                      | JP41 (1 Wo.)JP | Erstveröffentlichung: 28. August 2024    |
| 2025 | No More Tragedy Victor Entertainment, JPU Records                        | — | Erstveröffentlichung: 18. April 2025     |

### Kompilationen
| Jahr | Titel Musiklabel                                                   | Höchstplatzierung, Gesamtwochen, AuszeichnungChartsChartplatzierungen (Jahr, Titel, Musiklabel, Platzierungen, Wochen, Auszeichnungen, Anmerkungen) | Anmerkungen                             |
| Jahr | Titel Musiklabel                                                   | JP | Anmerkungen                             |
| ---- | ------------------------------------------------------------------ | --- | --------------------------------------- |
| 2021 | In the Beginning – The Best of 2017–2021 Victor Entertainment, JPU | JP22 (3 Wo.)JP | Erstveröffentlichung: 22. Dezember 2021 |

### EPs
| Jahr | Titel Musiklabel                                     | Höchstplatzierung, Gesamtwochen, AuszeichnungChartsChartplatzierungen (Jahr, Titel, Musiklabel, Platzierungen, Wochen, Auszeichnungen, Anmerkungen) | Anmerkungen                           |
| Jahr | Titel Musiklabel                                     | JP | Anmerkungen                           |
| ---- | ---------------------------------------------------- | --- | ------------------------------------- |
| 2017 | The Lovebites EP Victor Entertainment, JPU           | JP27 (4 Wo.)JP | Erstveröffentlichung: 24. Mai 2017    |
| 2018 | Battle Against Damnation Victor Entertainment, JPU   | JP20 (4 Wo.)JP | Erstveröffentlichung: 6. Juni 2018    |
| 2021 | Glory, Glory, to the World Victor Entertainment, JPU | JP11 (4 Wo.)JP | Erstveröffentlichung: 10. März 2021   |
| 2024 | The Lovebites EP II Victor Entertainment             | JP11 (6 Wo.)JP | Erstveröffentlichung: 28. August 2024 |

### Singles
| Jahr | Titel Album                           | Höchstplatzierung, Gesamtwochen, AuszeichnungChartsChartplatzierungen (Jahr, Titel, Album, Platzierungen, Wochen, Auszeichnungen, Anmerkungen) | Anmerkungen                            |
| Jahr | Titel Album                           | JP | Anmerkungen                            |
| ---- | ------------------------------------- | --- | -------------------------------------- |
| 2020 | Golden Destination Electric Pentagram | JP20 (4 Wo.)JP | Erstveröffentlichung: 19. Februar 2020 |

## Auszeichnungen und Nominierungen
- Metal Hammer Golden Gods Awards
  - 2018: Best New Band (gewonnen[12])